# Championnats du monde de cyclisme sur piste 1997
Navigation
Championnats du monde 1996 Championnats du monde 1998
Les championnats du monde de cyclisme sur piste 1997 se sont tenus à Perth en Australie du 27 au 31 août.

Il s'agit des premiers championnats du monde de cyclisme sur piste organisés à Perth. Douze compétitions ont été disputées : huit par les hommes et quatre par les femmes.

## Résultats

### Hommes
| Compétition            | Or                                                                     | Or              | Argent                                                                           | Argent         | Bronze                                                                 | Bronze         |
| ---------------------- | ---------------------------------------------------------------------- | --------------- | -------------------------------------------------------------------------------- | -------------- | ---------------------------------------------------------------------- | -------------- |
| Kilomètre              | Shane Kelly Australie                                                  | 1 min 03 s 4702 | Sören Lausberg Allemagne                                                         | 1 min 03 s 390 | Stefan Nimke Allemagne                                                 | 1 min 03 s 470 |
| Keirin                 | Frédéric Magné France                                                  |                 | Jean-Pierre van Zyl Afrique du Sud                                               |                | Marty Nothstein États-Unis                                             |                |
| Vitesse individuelle   | Florian Rousseau France                                                |                 | Jens Fiedler Allemagne                                                           |                | Darryn Hill Australie                                                  |                |
| Vitesse par équipes    | Vincent Le Quellec Florian Rousseau Arnaud Tournant France             | 44 s 926        | Sören Lausberg Eyk Pokorny Jan van Eijden Allemagne                              | 46 s 257       | Danny Day Sean Eadie Shane Kelly Australie                             | 46 s 268       |
| Poursuite individuelle | Philippe Ermenault France                                              | 4 min 23 s 058  | Alexei Markov Russie                                                             | 4 min 27 s 350 | Andrea Collinelli Italie                                               | 4 min 27 s 511 |
| Poursuite par équipes  | Adler Capelli Cristiano Citton Andrea Collinelli Mario Benetton Italie | 4 min 10 s 225  | Oleksandr Klymenko Alexander Fedenko Sergiy Matveyev Alexander Simonenko Ukraine | chute          | Carlos Da Cruz Philippe Ermenault Jérôme Neuville Franck Perque France | ?              |
| Américaine             | Miguel Alzamora Juan Llaneras Espagne                                  | 19              | Silvio Martinello Marco Villa Italie                                             | 13             | Gabriel Curuchet Juan Curuchet Argentine                               | 11             |
| Course aux points      | Silvio Martinello Italie                                               | 37              | Bruno Risi Suisse                                                                | 16             | Juan Llaneras Espagne                                                  | 15             |

### Femmes
| Compétition            | Or                       | Or             | Argent                    | Argent         | Bronze                      | Bronze   |
| ---------------------- | ------------------------ | -------------- | ------------------------- | -------------- | --------------------------- | -------- |
| 500 mètres             | Félicia Ballanger France | 34 s 681       | Michelle Ferris Australie | 35 s 719       | Magali Humbert-Faure France | 35 s 898 |
| Vitesse individuelle   | Félicia Ballanger France |                | Michelle Ferris Australie |                | Oksana Grichina Russie      |          |
| Poursuite individuelle | Judith Arndt Allemagne   | 3 min 38 s 730 | Natalia Karimova Russie   | 3 min 40 s 090 | Yvonne McGregor Royaume-Uni |          |
| Course aux points      | Natalia Karimova Russie  | 29             | Teodora Ruano Espagne     | 29             | Belem Guerrero Mexique      | 19       |

## Tableau des médailles
| Rang | Nation         | Or | Argent | Bronze | Total |
| ---- | -------------- | -- | ------ | ------ | ----- |
| 1    | France         | 6  |        | 2      | 8     |
| 2    | Italie         | 2  | 1      | 1      | 4     |
| 3    | Allemagne      | 1  | 3      | 1      | 5     |
| 4    | Australie      | 1  | 2      | 2      | 5     |
| 5    | Russie         | 1  | 2      | 1      | 4     |
| 6    | Espagne        | 1  | 1      | 1      | 3     |
| 7    | Afrique du Sud |    | 1      |        | 1     |
| 7    | Suisse         |    | 1      |        | 1     |
| 7    | Ukraine        |    | 1      |        | 1     |
| 10   | Argentine      |    |        | 1      | 1     |
| 10   | Royaume-Uni    |    |        | 1      | 1     |
| 10   | Mexique        |    |        | 1      | 1     |
| 10   | États-Unis     |    |        | 1      | 1     |